# Audouin Dollfus
Pour les articles homonymes, voir Dollfus.
Audouin Charles Dollfus (né le 12 novembre 1924 à Paris et mort le 1er octobre 2010 à Versailles) est un physicien, astronome et aéronaute français, spécialiste du système solaire et découvreur, en 1966, de Janus, une petite lune de Saturne.
Pionnier de l'exploration spatiale, il effectua de nombreux vols en ballon équipé de télescope, le plus spectaculaire étant celui qui, en avril 1959, lui permit de s'élever à 14 000 mètres d'altitude à bord d'une capsule étanche accrochée à une « grappe » d'une centaine de ballons et d'effectuer des observations qui lui permirent de déduire la présence d'eau sur Mars.

## Biographie
Fils de Charles Dollfus (1893–1981), aéronaute et conservateur du Musée de l’aéronautique de Meudon (Hauts-de-Seine), Audouin Dollfus évolue dès son plus jeune âge dans un milieu qui conditionnera le reste de sa vie. Il étudie à la faculté des sciences de l'université de Paris, où il obtient en 1955 son doctorat en sciences physiques.
À partir de 1946, il travaille comme astronome à la section astrophysique de l'observatoire de Meudon où il succède à son Maître Bernard Lyot après le décès prématuré de ce dernier. Il y dirige notamment le Laboratoire de Physique du Système solaire. Une grande partie de ses travaux a été effectuée grâce à de nombreuses observations depuis l'observatoire du Pic du Midi.
Sa méthode préférée de recherche est l'utilisation de la polarisation de la lumière. Son pragmatisme lui permet d'obtenir des résultats remarquables, grâce à des recherches patientes et persistantes ; il développe notamment de nouvelles techniques d'observation.[citation nécessaire] Ses recherches, portant essentiellement sur l'astrophysique du système solaire, sont réparties dans plus de 300 publications scientifiques, lesquelles sont cependant assez peu citées.

Avant que les sondes Viking n'atterrissent sur Mars, la composition du sol martien était le sujet de nombreux débats. En déterminant la lumière polarisée de plusieurs centaines de minéraux terrestres, Dollfus essaie de faire correspondre leur lumière à celle des étendues désertiques martiennes. Il trouve que seule la limonite (Fe2O3) pulvérisée correspond. Il conclut que le sol martien peut être composé d'oxyde de fer. Cependant, un astronome renommé, Gerard Kuiper, n'est pas d'accord avec la conclusion du jeune Dollfus ; dans ses travaux, l'oxyde de fer donne des résultats médiocres et il détermine que le meilleur accord avec les données est obtenu avec des roches ignées brunâtres à grains fins. La suite donnera raison à Dollfus.
En utilisant la polarisation de la lumière, il est possible de détecter une atmosphère autour d'une planète ou d'un satellite naturel. En 1950, on pense que la planète Mercure, à cause de sa petite taille, a probablement perdu son atmosphère, par l'échappement dans l'espace des molécules la composant.
Dollfus annonce qu'il a détecté une très faible atmosphère à partir des mesures de polarisation menées à l'observatoire du Pic du Midi dans les Pyrénées françaises. Cette annonce est en contradiction avec les prévisions théoriques se basant sur la théorie cinétique des gaz. Dollfus estime que la pression atmosphérique au niveau du sol est d'environ 1 mmHg. La nature du gaz composant cette atmosphère est inconnue mais cela doit être un gaz dense, lourd. Il est toutefois certain que l'atmosphère de Mercure ne représente pas plus de 1/300e de celle de la Terre. Actuellement, on sait que l'atmosphère de Mercure est très ténue : seulement 10-15 bar, la masse totale de l'atmosphère n'excédant pas 1 000 kg.
Mercure possède des zones sombres qui contrastent avec un fond blanchâtre ; elles furent observées en premier par Giovanni Schiaparelli en 1889. En utilisant le réfracteur de l'observatoire du Pic du Midi, Dollfus est capable en 1959 de résoudre clairement des zones distantes de 300 km entre elles.
Dollfus étudie aussi la possibilité de la présence d'une atmosphère autour de la Lune. Le taux de dissipation thermique dans l'espace de tous les gaz de la Lune sauf les plus lourds (qui sont très peu abondants) est tellement élevé qu'une réelle atmosphère ne peut être envisageable. La présence d'une atmosphère devrait être détectable par la polarisation de la lumière qu'elle diffuserait mais les travaux de Bernard Lyot et plus tard de Dollfus ne montrent pas de polarisation.
En 1966, Dollfus découvre Janus, la lune de Saturne la plus interne. Il fait cette découverte à un moment où les anneaux, très proches de Janus, ne sont visibles à partir de la Terre que par la tranche et donc pratiquement invisibles. À cette occasion, il observe probablement aussi Épiméthée, mais c'est à Richard L. Walker que revient le crédit de cette découverte.
L'astéroïde (2451) Dollfus est nommé en son honneur.
Dollfus a notamment présidé la Société astronomique de France de 1979 à 1981 et l'observatoire de Triel-sur-Seine entre 1995 et 2005. Il a été le président d'honneur de l'Association pour la création et la diffusion scientifique (ACDS), créée par André Cailleux.

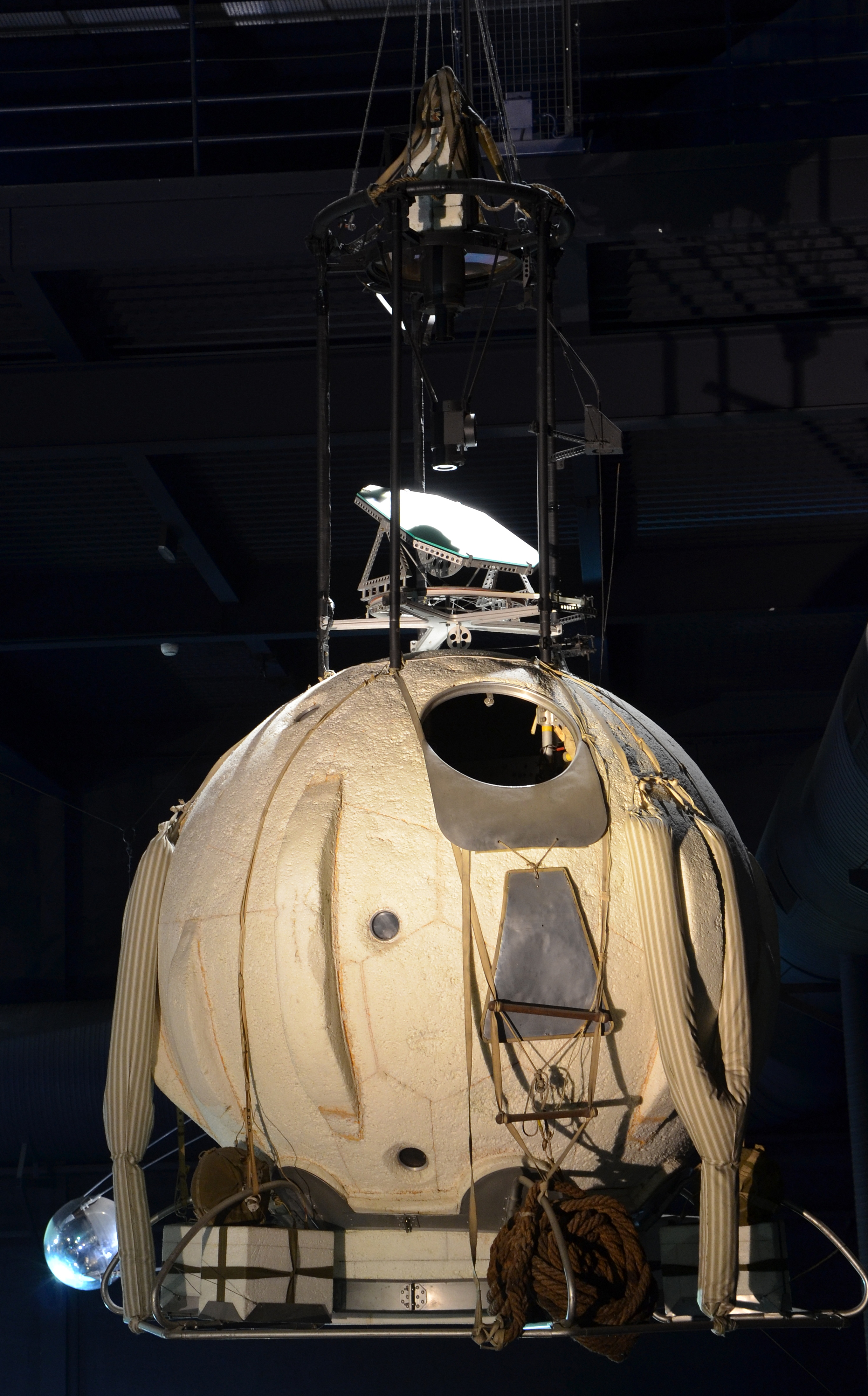
Nacelle de ballon utilisée en 1959 par Audouin Dollfuss pour effectuer des observations astronomiques à 14000 mètres d'altitude.

Il épouse Catherine Browne (décédée en 2012), ensemble, ils ont quatre enfants, Fanny, Corinne, Jean et Ariane Dollfus.

## Vols en ballons
Audouin Dollfus a réalisé, depuis son plus jeune âge, de très nombreux vols en ballons, lors de cérémonies commémoratives, de fêtes foraines, de courses sportives ou à des fins scientifiques. Certains étaient automatiques, d'autres pilotés.
Liste non exhaustive de vols par Audouin Dollfus
- 30 juillet 1950 : Vol commémoratif piloté pour le "Triomphe" de Saint Cyr depuis Coetquidan.
- 29 avril 1954 : Vol piloté pour l'étude de la planète Mars. L'altitude maximale atteinte est de 7 000 mètres. Dollfus y détermine la quantité de vapeur d'eau dans l'atmosphère de Mars.
- 27 juin 1956 : Vol automatique pour l'étude du Soleil. L'altitude maximale atteinte est de 25 000 mètres.
- 22 novembre 1956 : Vol piloté pour l'étude du Soleil. L'altitude maximale atteinte est de 7 000 mètres. Dollfus y réalise la première observation télescopique du Soleil hors de la surface terrestre.
- 1er avril 1957 : Vol piloté pour l'étude du Soleil. L'altitude maximale atteinte est de 6 000 mètres. Dollfus y réalise le premier cliché du Soleil pris hors de la surface terrestre. À bord se trouve également le Dr Backell (Observatoire de Cambridge).
- 20 novembre 1958 : Vol automatique pour l'étude du Soleil. La grappe de ballon atteint la tropopause et s'équilibre dans la stratosphère.
- 22 avril 1959 : Vol piloté dans une capsule pressurisée, pour l'étude de la vapeur d'eau de la Lune. La grappe de ballon atteint l'altitude de 14 000 mètres.
- 20 octobre 1970 : Vol commémoratif piloté pour le centenaire de la Croix Rouge depuis Rouen.

Dollfus est détenteur de plusieurs records mondiaux en ballon, dont le premier vol stratosphérique en France. Il est le premier à effectuer des observations astronomiques en ballon stratosphérique, notamment pour étudier la Lune, Mars et le Soleil de façon détaillée.

## Décorations et médailles
- Officier des Palmes académiques
- 1947 : prix Henry-Rey de la SAF
- 1973 : prix international d'astronautique Galabert
- 1974 : Harold Jeffreys Lecturer de la Royal Astronomical Society
- 1987 : médaille de la Société royale belge d'astronomie
- Diplôme Tissandier de la Fédération aéronautique internationale
- 1988 : grand prix Kodak-Pathé-Landucci de l'Académie des sciences
- 1993 : prix Jules-Janssen de la SAF
- 1999 : Triel d'or (médaille de la Ville de Triel-sur-Seine)
- 2004 : médaille du département des Yvelines
- 2009 : Chevalier de la Légion d'honneur[7].

## Publications
- L'Atlantique en ballon et l'avenir des « plus légers que l'air », Édition Léoréca, « Les Collections de l'iconophile », 1978.
- Pilâtre de Rozier : premier navigateur aérien, première victime de l'air, Paris, Éditions Afas, 1993, 2204 p. (ISBN 978-2-908014-01-3)
- 50 ans d'astronomie : comprendre l'univers !, Éditions EDP Sciences, 1998  (ISBN 2-86883-321-7).
- La grande lunette de Meudon, CNRS Éditions, 2006  (ISBN 2-271-06384-1).
- Les autres mondes : visions d'astronome, Éditions Belin, 2008  (ISBN 978-2-7011-4109-1).